# Kingsclere
Kingsclere is een civil parish in het bestuurlijke gebied Basingstoke and Deane, in het Engelse graafschap Hampshire met 3164 inwoners.